# Paul Kipkoech
Paul Kipkoech (* 6. Januar 1963 in Kapsabet; † 13. März 1995 in Eldoret) war ein kenianischer Langstreckenläufer. 
Bei den ersten Weltmeisterschaften 1983 in Helsinki belegte Paul Kipkoech im 5000-Meter-Lauf in 13:37,44 min Platz 9. Bei den Olympischen Spielen 1984 in Los Angeles wurde er in 13:14,40 min Fünfter.
Bei den Afrikaspielen 1987 in der Höhe von Nairobi gewann Paul Kipkoech den 10.000-Meter-Lauf und wurde über 5000 Meter Zweiter. Bei den Weltmeisterschaften 1987 in Rom lief Kipkoech im 10.000-Meter-Lauf ein überlegenes Rennen mit Zwischenspurts und langsamen Runden. Mit dieser Taktik zermürbte er seine Gegner, und sein schärfster Konkurrent, der Italiener Francesco Panetta musste nach Kilometer 7 abreißen lassen. Kipkoech gewann in 27:38,63 min vor Panetta, der in 27:48,98 min gerade noch Silber vor Hansjörg Kunze aus der DDR retten konnte.
1985, 1987 und 1988 wurde Paul Kipkoech Zweiter bei den Crosslauf-Weltmeisterschaften. Mit der kenianischen Mannschaft gewann er 1983 Bronze, 1985 Silber und in den Jahren 1986, 1987, 1988 und 1990 Gold.
Bei einer Körpergröße von 1,73 m betrug sein Wettkampfgewicht 58 kg. Mit 32 Jahren starb Paul Kipkoech an den Folgen einer Malariaerkrankung.

## Bestleistungen
- 3000 Meter: 7:39,38 min (1986)
- 5000 Meter: 13:14,40 min (1984)
- 10.000 Meter: 27:38,63 min (1987)
- 10-km-Straßenlauf: 27:31 min (1988)
- Marathon: 2:14:26 h (1991)